# Iglesia de Guaqui
La iglesia del pueblo de Guaqui, ubicada en la Provincia Ingavi del departamento de La Paz, es un templo católico de la época colonial, considerado monumento nacional del Estado Plurinacional de Bolivia. 

## Historia

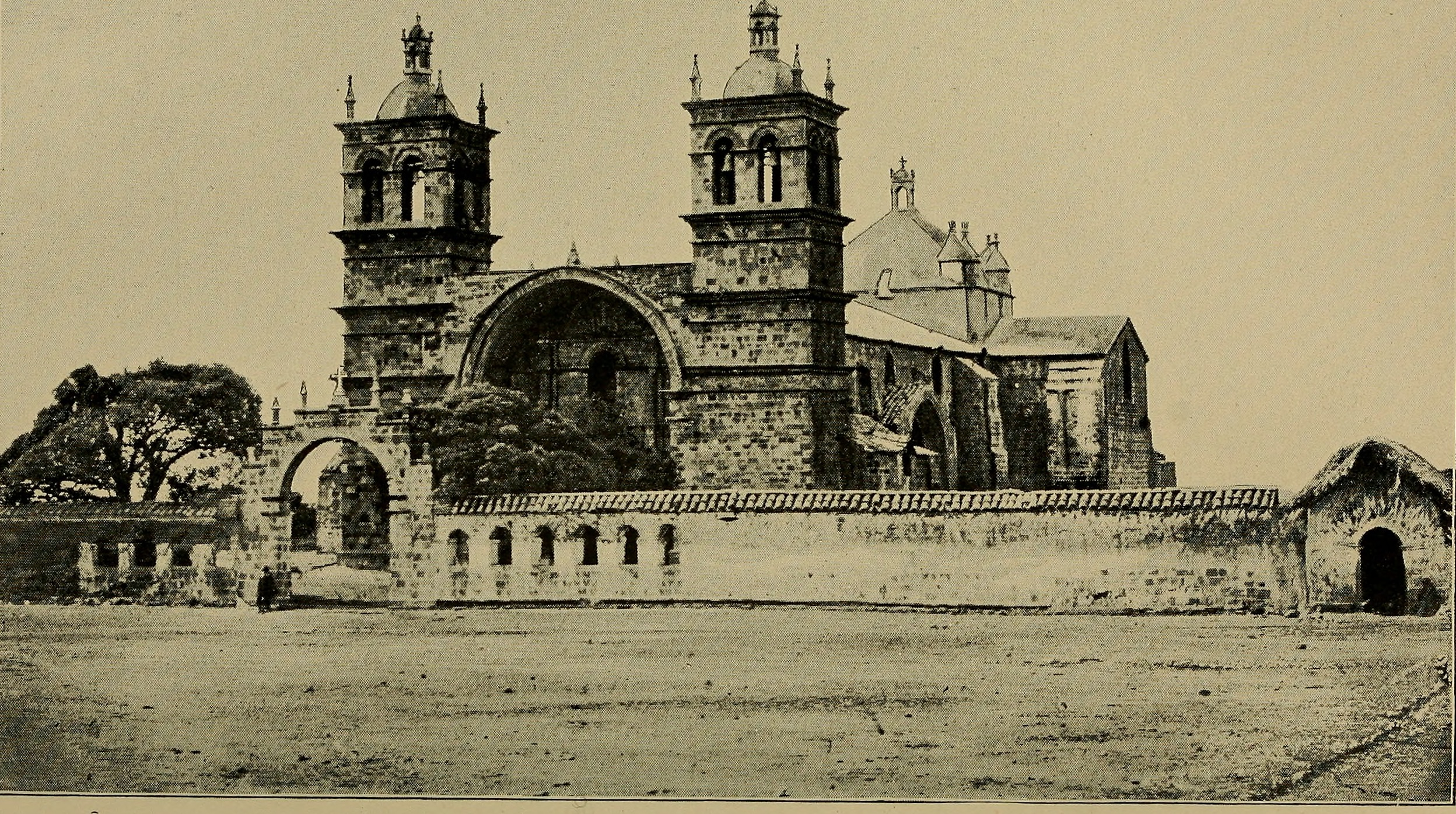
Iglesia en 1890.

La iglesia, que está ubicada al norte de la plaza principal del pueblo, fue construida a finales del siglo XVI.  Cuenta con dos torres con campanario, una entrada con un arco de medio punto y dos columnas salomónicas, y está construida enteramente en piedra andesita.  Se afirma que muchas de las piedras fueron tomadas de las edificaciones de la cultura Tiahuanacu ubicadas en las cercanías.
Durante el segundo gobierno del presidente Víctor Paz Estenssoro la iglesia de Guaqui fue declarada Monumento nacional mediante decreto supremo N°6306 del 6 de diciembre de 1962.

## Advocación y sincretismo religioso

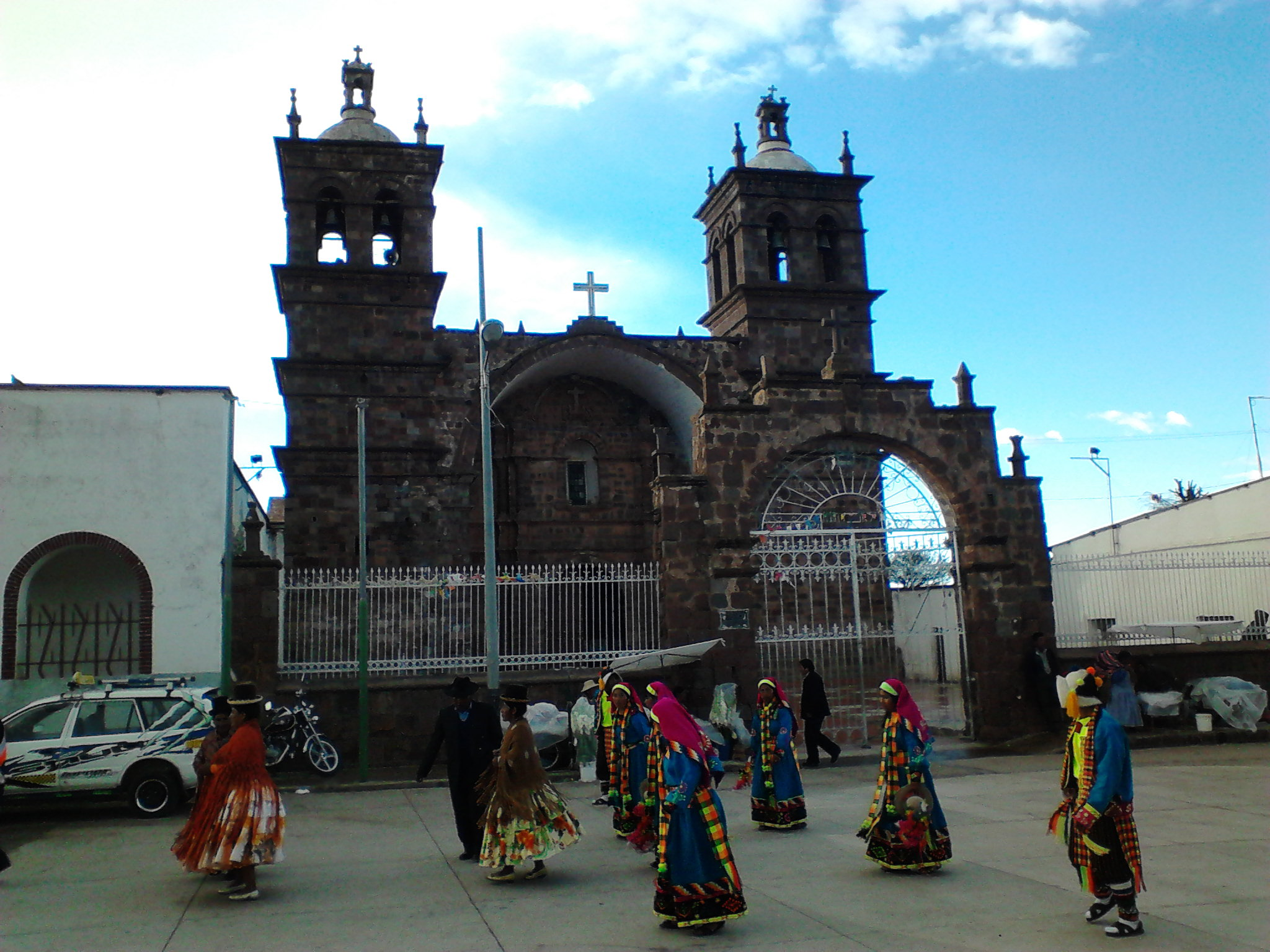
Entrada folclórica durante julio de 2011.

La iglesia se levantó bajo la advocación del apóstol Santiago, patrono de la población desde entonces.  A él se dedican los eventos festivos que incluyen entradas folclóricas y bailes públicos que pueden durar tres días de celebración. La fecha precisa de celebración del Tata Santiago, como se lo conoce en la región es el 25 de julio, y los festejos se inician el 23.

La iglesia es parte de los atractivos turísticos presentes en los circuitos de la región.

## Incidentes
En 2012, 84 piezas de plata fueron robadas del altar del templo.